# Lampides cleitus
Lampides cleitus är en fjärilsart som beskrevs av Hans Fruhstorfer 1916. Lampides cleitus ingår i släktet Lampides och familjen juvelvingar. Inga underarter finns listade i Catalogue of Life.